# Oprør
|  | For den strafbare handling, se Opildning |
Et oprør er det at gøre modstand – der er ofte politiske grunde til et oprør. Eksempelvis kan et folk gå i oprør, hvis det er utilfreds med den måde samfundet fungerer på.
Oprørere samler sig ofte i en alliance.[kilde mangler]
| Politik | Spire Denne artikel om politik og ideologi er en spire som bør udbygges. Du er velkommen til at hjælpe Wikipedia ved at udvide den. |